# Condado de Gasconade
O Condado de Gasconade é um dos 114 condados do estado americano de Missouri. A sede do condado é Hermann, e sua maior cidade é Hermann. O condado possui uma área de 1 363 km² (dos quais 14 km² estão cobertos por água), uma população de 15 342 habitantes, e uma densidade populacional de 11 hab/km² (segundo o censo nacional de 2000). O condado foi fundado em 1820.